# 1974年通商法
1974年通商法（1974ねんつうしょうほう、英語: Trade Act of 1974）は、アメリカ合衆国の法律である。

## 制定までの経緯
ケネディ・ラウンドが、1967年に終了した後、新国際ラウンドの交渉が検討され始めた。1971年11月のガット総会で、日本が正式に新国際ラウンドの交渉を提唱し、1973年2月の日米及び米ECの共同宣言で1973年中の交渉開始を宣言した。これは1973年11月のガットの東京総会において正式に決定され、東京ラウンドとして交渉されることになる。
これらの動きに対応して、1973年4月10日、リチャード・ニクソン大統領は、議会に「通商改革法（Trade Reform Act）」を提出した。
この法案の提案理由として、法案と同時に議会へ提出された「通商特別教書」は、次のように述べている。
第二次世界大戦後、米国は、世界経済において圧倒的な地位を占めていたが、その後国際経済情勢は大きく変化し、ＥＣや日本が自由経済の最も強力な経済力として台頭してきた。その結果、米国はもはや単一の支配的な経済国家ではなくなった。今や経済的な相互依存の増大と経済的支配権の分極化という新しい時代がはじまっている。それと同時に世界には広い範囲にわたってさまざま貿易上の障害が拡がり、これが国際経済を歪め、米国のみならずあらゆる国の利益をそこなっている。米国はこのような現状認識にたって次の目的のために、現在大統領に与えられていない通商交渉に関する権限をこの法律により与えるように要請する。
①　いっそう開放的で公正な世界貿易システムを確立するための交渉を行う。
②　国内市場を破壊し、米国労働者の雇用機会を奪うような輸入の急激な増大に効果的に対処する。
③　不公正競争に対処するために米国の経済能力を強化し、米国の貿易政策をより一層効果的なものにする。
④　米国の貿易収支の均衡やインフレなど特別な問題に効果的に対処する。
⑤　新しい貿易体制を開発途上国の貿易促進を助ける機会として利用する。
以上が、1973年通商改革法の提案理由であり、直接的目的は、新国際ラウンドを迎えるにあたり、関税修正権限や非関税障壁の撤廃についての権限を議会から行政府に対し、授権を求めることにあった。
下院歳入委員会での検討を経て、1973年10月3日に正式な法案として提出され、ジャクソン＝バニク修正条項を盛り込んだ形で、10月10日に下院歳入委員会（Committee on Ways and Means）を通過し、12月11日に272対140で下院を通過した。
上院での審議は、それは第４次中東戦争やウォーターゲート事件により議会の審議が中断したほか、①通商交渉権限、特に非関税措置に関する交渉への議会の関与の問題、②セーフガード、国内援助措置の適用の問題、③石油の対米禁輸を契機に多くの議論をよんだ資源確保の問題、④ＯＰＥＣへの適用が問題になった一般特恵供与の問題、⑤ソ連などに対する最恵国待遇問題等をめぐって議会の内外で幾多の議論を呼んだために遅延し、1974年11月26日に上院財政委員会（Committee on Finance）を通過し、12月13日に上院を77対4で通過した。上院での修正で題名が1974年通商法となり、非関税措置に対する協定の受諾のためのファスト・トラック手続が規定された。
法案は、両院協議会での調整を経て、12月20日に、下院で323対23、上院で77対4で可決され、1975年1月3日にジェラルド・R・フォード大統領の署名により成立した。

## 主要な改正
1974年通商法は、制定後幾度か改正されている。その主なものは次のものがある。

### 1979年通商協定法
1979年通商協定法は、ファスト・トラック（優先審査制度）手続により制定された最初の法律であり、東京ラウンドの米国の実施法である。1974年通商法については、第2編をセーフガード（関税の引き上げ等による一時的な緊急輸入制限）協定に合致させる改正等基本的に東京ラウンド実施のための改正である。

### 1988年包括通商競争力法
1988年包括通商競争力法は、ウルグアイラウンドに向けたファスト・トラック権限の付与、ＨＳの導入、保護主義的観点から1974年通商法の改正等を行った手続により制定された最初の法律であり、東京ラウンドの米国の実施法である。1974年通商法については、第2編をセーフガード協定に合致させる改正等基本的に東京ラウンド実施のための改正である。

### ウルグアイラウンド協定法
ウルグアイラウンド合意に基づき、セーフガード措置を定める第2章等を改正。

## 貿易促進権限の付与（第１編）

### 貿易促進権限
1934年互恵通商協定法が制定されると、大統領は外国と通商協定を締結し関税の引下げを行うことが可能になった。この仕組みは互恵通商協定法の順次の延長及び1962年通商拡大法まで一時期の中断があったものの継続し、第二次世界大戦前の二国間協定及び第二次世界大戦後のＧＡＴＴに基づく貿易の自由化の根拠法になった。しかし、ケネディラウンドにおいて合意された関税率以外の分野については、授権の範囲内でないため事後、議会に法改正を要請したが、議会は、ASP 制度の廃止を拒否するとともに、アンチダンピング協定に参加するための立法措置を講じなかった。1962年通商拡大法による引下げ権限が1967年6月30日で期限切れになった後は、1968年においてはASP廃止に対する反対で成立せず、1969年においては、20％の引下げ権限についても議会を通過しなかった。
1973年に東京ラウンドが開始されると、非関税障壁の削減が関税削減以上に貿易阻害要因として重視されるようになった。このため、ケネディ・ラウンドの二の舞を避け、新たに非関税障壁の削減交渉においても、関税交渉と同様の権限を大統領に与える方法が検討された（関税交渉については、従来どおり一定の範囲での引下げ権限の付与とされた）。政府が1973 年4 月議会に示した案は、大統領が議会に提出した国際協定を提出後上院か下院の一方が90日以内に否決しない限り、協定は承認され、関連する米国の通商法が修正されるという「立法拒否権」に基づく措置であった。この案は下院が支持したが、上院では財政委員会の幹部が違憲の可能性を指摘して政府案を審議の対象にせず、代替案としてファスト・トラック権限、つまり現在の貿易促進権限を起草し、1974年通商法第151条に1975年1月3日から5年間の期限付きで盛り込まれた
1974年通商法により導入された貿易促進権限は、通商協定の実施法案についてガット東京ラウンド交渉の合意を実施するための1979年通商協定法の法案審議で初めて適用された。また、1979年通商協定法は、貿易促進権限を、非関税障壁にかかる協定実施について1988年1月2日まで8年間延長した。もっともこの延長により締結された協定はなかった、
1974年通商法は、発効の日から５年間（1980年１月２日）まで、通商交渉を行い一定の制限のもと関税を修正する協定を締結できることとされた。また同じ期間、非関税障壁の調和、軽減又は撤廃を行うための通商協定を締結することができる。ただし非関税障壁に関する協定については、ファスト・トラック手続きで、協定及びこれを実施するための国内法の改正（実際の形は、実施法案で協定の承認と国内法の改正を行う。）が承認されることを条件とする。これはその後の米国の通商協定のための立法の基礎になった。
関税引下げについては、①1975年１月１日現在、従価５％以下の品目は無税まで、②従価５％を越える品目については60％カットまでとされた。もっともこれを東京ラウンドにおいてこれを越える引下げを譲許した品目については個別に1979年通商協定法で承認がされている。
なお、通商交渉権限については、1979年通商協定法で非関税障壁についてのみ８年間延長され（1988年１月２日）までとされたが、この延長期間にこの通商権限に基づいて締結された通商協定は、なかった。

### その他の権限
一般的通商交渉権限の他、1974年通商法は、大統領に対し次の権限を与えている。
①　国際収支の大幅な赤字への対処及びドルの下落に対処するために150日を超えない期間、15％までの輸入課徴金の賦課及び輸入制限の発動（第122条)
②　セーフガード又は第301条措置（第301条措置の場合は、代償が米国の国際義務に適合させるために必要かつ適切であると大統領が決定した場合に限る。）を発動した場合、代償として関税の引下げ、輸入制限の廃止ができる（第123条）
③　通商協定の締結の授権期間の終了後２年間、一定の範囲で協定の再交渉を行うことができる。（第124条）
④　1984年10月30日から５年間、高度技術産品についての交渉の結果の協定を実施するために、半導体、コンピュータの関税撤廃を布告できる。（第128条）
この規定は、日米の半導体、コンピュータの関税相互撤廃を念頭においた規定であり、これによる相互撤廃が85年（半導体関係）及び86年（コンピュータ関係）が行われた。
⑤　終結及び撤回権限
1962年通商拡大法と同様に、1974年通商法に基づく通商協定は、妥当な期間の終わりに終結又は撤回することができる。また他の外国が譲許を十分な代償なしに撤回、修正した場合、対抗措置として譲許の修正、撤回及び関税引上げを行うことができる。

### ＵＳＴＲ及びＩＴＣの設置
①　1963年１月15日付け大統領行政命令第11075号によって設置された通商交渉特別代表（ＳＴＲ）は、1974年通商法により法律に基づくものになった。なお通商交渉特別代表は、1980年に合衆国通商代表（ＵＳＴＲ）に改称された。（第141条)
②　1916年に設置された関税委員会(Tariff Commission)を改組して合衆国国際貿易委員会（United Sates International Trade Commission)とする。（第171条から第175条)
⑷　市場障壁及び一定の不公正通商行為の特定
1984年通商関税法によって追加された第181条は、外国の市場アクセス障壁見積り及びその分析をＵＳＴＲが作成し、議会に報告することを規定している。この規定による報告が、スーパー301条（第310条)の発動の基礎となっている。
また、1988年包括通商競争力法によって追加された第182条は、知的財産権の適正かつ有効な保護又は市場アクセスを拒否する国の特定を行い、更にこのうちから優先交渉対象国を指定することになっている。この特定がされた国については第302条⒝⑵(A)の規定により、30日以内に第301条の調査が開始されることになっており、第182条は、通称でスペシャル301条と呼ばれている。

## 輸入競争救済（セーフガード手続き）（第２編）

### 1974年通商法の制定までの経緯と現在までの改正
セーフガードは、1942年に締結された米国・メキシコ貿易協定に規定されて以来、原則として、以後の全ての米国の通商協定に含まれている規定であり、急激な輸入の増加により損害を受けた産業を保護するための（協定で約束した関税率を超える）関税引上げ又は数量制限の適用を例外的に認める規定である。米国では、当初は、国務省により損害の有無の認定が行なわれたが、1947年の大統領令により、損害の認定は独立行政委員会である関税委員会に移管された。また、同委員会が損害を認定しても大統領が保護措置の実施を拒否できるとの仕組みがこのとき作られた。
1946年ジュネーブにおけるガットを作成するための会合で、米国代表は、ガットにもセーフガードが必要であることを強く主張した。この結果、ガット第19条が設けられ、セーフガードは、国際的に認められた概念となった。
米国では、当初セーフガードは、1930年関税法第350条（互恵通商協定法）により関税引下げの撤回として行い、特に国内法に規定していなかったが、1951年通商拡大法では、セーフガードを法制化し、損害認定のための基準を次のように設定するとともに、関税委員会の調査は１年以内に終了しなければならないこと等を定めた。
①　譲許された産品について
②　一部又は全部が譲許の結果として
③　合衆国の生産者に重大な損害を与え又は与えるおそれがあるような
④　国内産業に対して絶対的又は相対的な増加した数量で輸入されているか否か
決定すること。
1953年通商協定延長法は、関税委員会の調査期間を９ヵ月に短縮し、更に、1958年通商協定延長法は、これを６ヵ月とした。
1962年通商拡大法により貿易調整補助制度を設けたため、議会は、ある産業の全てのセクターが損害を受けているような特別の事態にのみセーフガードを発動することとし、それ以外の場合は、貿易調整補助制度により対応することとした。国内産業の損害認定の規準が、次のように改められ、大統領は、関税委員会の勧告どおり関税の引上げを行うか、これに替えて貿易調整補助制度を適用するか選択できることとされた（損害認定を拒否していかなる援助も与えないこともできる）。
①　輸入品の数量が増加しており、
②　輸入品の増加の原因が「主として」通商協定による譲許であり、
③　同種の産品又は直接競争産品を生産している産業が、重大な損害を受け、又は受けるおそれがあり、かつ、
④　増加した輸入品が上記の損害を与えた又は与えるおそれがある「主要な要因」であること。
1962年貿易拡大法のセーフガードについて、関税委員会の運用があまりにも限定されているとして、1974年通商法は、輸入品の増加の原因が「主として」通商協定による譲許であるとの条件を削除するとともに、「主要な要因(The Major Factor)」を「実質的な原因(Substantial Cause)」に改め、「実質的な原因」とは、他の原因よりも小さくない重要な原因であるとした。
1974年通商法による改正以降も国内産業による201条提訴が少ないとして、議会は、1988年包括通商競争力法により、1974年通商法を改正し、国際貿易委員会（ＩＴＣ）による被害認定規準の明確化、国内産業の定義の明確化、危機的状況下における暫定救済措置の設定等提訴者に有利な規定に改正した。また、提訴者が救済措置期間中に積極的に調整措置を促進する計画案を提出することを奨励する規定を設けた。国際貿易委員会の損害認定は、提訴から120日以内とされた。
さらにウルグアイラウンドの結果制定されたウルグアイラウンド協定法は、ウルグアイラウンドで作成されたセーフガード協定に従い、暫定措置を原則的に関税措置とし、措置の期間を協定に合わせる等の改正を行った。

### セーフガード手続きの概要
セーフガードの発動のための調査は、次の場合に開始される。
①　業界団体、企業及び労働組合を含む産業を代表する者の申請
②　大統領又は合衆国通商代表（ＵＳＴＲ）の要請
③　ＩＴＣの自らの発意。
ＩＴＣは、調査開始後120日（ＩＴＣが複雑な案件と決定した場合は150日)以内に輸入による国内産業への重大な損害又はそのおそれの存在についての決定を行う。
ＩＴＣが、国内産業への重大な損害又はそのおそれの存在について肯定的決定を行った場合、取るべき措置についての勧告も作成し、調査開始後180日以内に大統領へ報告する。
なお、ＩＴＣは６名の委員で構成されているために、表決に当たって同数になることがある（委員長も委員として投票し、決裁権はない）。この場合、アンチダンピング手続きや相殺関税手続きでは、被害について肯定的決定となるが、セーフガード手続きでは、大統領はいずれの意見を採用することできる。
大統領は、ＩＴＣの肯定的決定を含む報告の受領後、原則的に60日以内に次のような措置を取ること（又は何らの措置も取らない）を決定する。
①　関税の賦課、引上げ（従価50％の上乗せまで）
②　関税割当の実施
③　輸入割当の実施
④　外国との輸出制限協定の交渉
⑤　調整援助措置の実施
⑥　これらの組合せ
措置を取り又は取らないことを決定した場合、大統領は議会へ報告する。措置を取らない場合又はＩＴＣの勧告と異なる決定をした場合、議会は90日以内に（この否認決議案の審議にはファスト・トラック手続きが適用され、90日以内に必ず採決が行われる。)合同決議（米国における法律の議決方式のひとつで、大統領は拒否権を行使でき、これを覆すには両院の各々３分の２の賛成が必要）により大統領の決定を覆すことができる。この場合30日以内にＩＴＣ勧告どおり大統領は布告しなければならない。
この議会の関与は、制定当時は同時決議（両院の各々過半数の賛成で採択され、拒否権を行使することができない）で行われたが、このような一旦法律で行政府に与えた権限を大統領の拒否権を行使することのできないかたちで否認することは憲法違反であるとの最高裁の判決を受けて1984年通商貿易法により改正された。
これらの関税引上げ又は輸入制限措置は、最恵国待遇原則によらずに（即ち特定のみに対して）発動することができる（第204条⒠)）。ただしこの場合は、米国の国際的義務につて考慮することが必要であるとされており、現在まで選択的適用をした事例はない。ただし国別の割当を決定するときに特定国のみ輸入実績を下回る（最大のシェアであったが）割当をしたことはある。（例えば大型オートバイに対する輸入救済における対日の割当の事案）

## 不公正貿易対抗（第３編）

### 概論
1974年通商法第301条～第309条（一般に通商法301条と総称）は、米国の通商に負担・制限を与えている外国の貿易慣行等について、利害関係者の申立に基づき（又はＵＳＴＲの職権により）調査及び当該国との協議を行い、当該慣行を「不公正」と認定した場合には関税引き上げ等の対抗措置を一方的に発動する権限をＵＳＴＲに付与し、その要件、内容、手続きを規定している。
対抗措置発動要件としては、通商協定違反行為又は米国の通商に負担・制限を与えている不正行為の場合は、ＵＳＴＲは対抗措置を発動しなければならない（義務的）。対抗措置は、通商協定違反行為及び不正行為が米国の通商に与えている負担・制限と等価でなければならない。ただし、以下の場合にはＵＳＴＲは対抗措置を発動しなくてもよい。（しなくてもよいであって、ＷＴＯの紛争処理手続きにおいて、米国の主張が否認されても対抗措置の発動は可能）
①　ＷＴＯ、通商協定の紛争処理手続きにおいて、通商協定違反行為、不正行為の存在が否認された場合
②　当該外国政府が、通商協定違反行為、不正行為の除去又は補償提供に同意した場合
③　米国の経済、安全保障に重大な影響を与える場合
また、米国の通商に負担・制限を与えている不合理行為又は差別的行為の場合は、ＵＳＴＲが対抗措置の発動が適切であると決定した場合にのみ、対抗措置を発動する（裁量的）。
これらいずれの場合であっても、大統領の特別の指示がある場合にはその指示に従うこととされている。
①　不正行為とは、米国の国際法上の権利を侵害し、又は遵守しない行為を言う。例えば、内国民待遇、最恵国待遇、企業の権利又は知的財産権を拒否するもの。
②　不合理な行為とは、米国の国際法上の権利の侵害、不遵守に至らなくても、不公正かつ不公平な行為。例えば、企業設立機会の拒否、知的財産権の適正かつ有効な保護の拒否、市場機会の拒否、労働者の権利の常習的な拒否。
③　差別的行為には、米国産品、サービス、投資に対する内国民待遇又は最恵国待遇を拒否する行為が状況次第で含まれる（内国民待遇又は最恵国待遇の拒否が国際法上の権利侵害であれば、不正行為に当たる）。
対抗措置の内容としては、次のものが可能である。もっとも現在までところ実際に発動されたのは、当該外国に対する関税引上げのみである。
①　通商協定の譲許の撤回（これが発動された場合は、当該外国のみならず、すべての国に対して効果が及ぶ。）
②　当該外国の産品に関税、その他の輸入制限を課すこと（ただし関税賦課を優先）
③　当該外国のサービスに対して料金、その他の制限を課すこと
なお、ＵＳＴＲの発動する措置は、調査開始理由と関係なく、直接損害を被っていないセクターに対するものも可能（いわゆる「タスキ掛け報復」）である。この場合、例えば農産品の輸入制限に対し、工業品関税を引き上げるのは、タスキ掛け報復ではなく、物品の貿易という同一のセクターにおける報復である。

### 制定の経緯
ガットは、ある国が、ガットの規定に違反して他の国の利益を侵害した場合、紛争処理手続きにより認められた場合、利益を侵害された国は対抗措置を取ることができると規定している。また、ガット上合法的な措置であるがそのことにより他の国の利益を侵害した場合（例えば第19条によるセーフガード措置や第28条のよる譲許の修正)、利益の侵害を受けた国は、それと同等の譲許の修正撤回ができると規定している。
第301条の前身となる、議会が外国の不公正慣行に対して大統領に対抗措置発動の権限を与えた条文は、1962年通商拡大法第252条であったが、その背景には米国とＥＣとの間のいわゆる「チキン戦争」があった。ＥＣの中で米国の鶏肉の最大の輸入国であった西ドイツは、ＥＥＣの発足前、鶏肉に対して15.8％の譲許税率を設定していた。1962年、ＥＥＣは一連の農産物に対する可変課徴金制度を鶏肉にも導入するため、米国に鶏肉の関税譲許を撤回するための交渉を申し入れた。
米国は、以前からＥＥＣの可変課徴金制度について批判的であり、可変課徴金制度を廃止し、従価の税率とするかＴＱの設定を要求した。これに対しＥＥＣ委員会は、西ドイツの可変課徴金制度を約１割引下げる妥協案を作成したが、ＥＥＣ理事会の採択するところとならなかった。そのためついに米国はガット第28条に基づく、対抗措置（関税譲許の撤回・引上げ）を発動することとし、翌63年、過去にＥＣに与えた関税譲許品目である、ブランデー、馬鈴薯でんぷん、トラック等の譲許を撤回し関税率を1930年関税法制定当時の税率まで引上げた。
このとき、対抗措置の対象物品を選択するのに行政府は、非常に手間どった。というのは、ＥＣから米国向けの鶏肉の輸出はないので、直接鳥肉は対抗措置の対象とすることができなかったため、対抗措置として効果的なもので、しかも、後に禍根を残さないもの（例えば、関税引上げにより国内生産者等により特定利益集団が形成されて、後に引下げを行うのを困難にするような危険のないもの）を選ばなければなかったからである。
行政府のもたつきを横目で見ながら、新しい通商法の審議をしていた議会は、1962年通商拡大法に第252条を設け、
①　外国政府が米国に与えられた関税譲許の価値を侵害し、米国商業を抑制し、又は互恵的な通商の発展を妨害する場合には、大統領は、そのような制限を除去するよう最善の努力をするとともに、特に米国の農産品に対して上記の制限を加える国に対しては、いかなる通商協定にもかかわらず、必要かつ適当と考えられる限度において、当該国の産品に対し関税の賦課又はその他の輸入規制を行うことができる。
②　米国が与えた通商協定上の譲許により利益を受ける国が、通商協定に合致しない方法で、可変課徴金を含む非関税障壁により、米国商業に負担を与える、又は米国商業を不当に制限する、差別その他の行為（国際カルテルの容認を含む）や政策を取る場合、あるいは、不合理な輸入規制を維持する場合には、相手国産品に対する関税譲許の適用を停止し、撤回し、若しくは禁止し、又は当該譲許の恩恵を公布することを差し控えることができる旨を定めた。この条項は、チキン戦争における米国の関税譲許撤回に際して援用されることとなったが、特に農産物については、いかなる通商協定（つまり、ガットあるいは二国間の通商協定等）の規定にかかわらず、対抗措置を取ることができるとしており、ガットの枠組みを超えるものだった。
更に議会は、1974年通商法で、ガットの枠組みを越えた自力救済を強化すべく自国が世界最大の市場であるという事実を背景とした、強力な手段を立法化した。
また、ガットが権利を与えているのは、あくまでも、各国の政府であり、１個人（企業）には何の権利も与えられていない。もちろん各国とも自国の産業界の要望を受けて行動するわけであるが、申立てにより行動する仕組みではないので時の政治情勢や国際情勢により有効な手段がとられないとの不満が議会に強かった。そこで、ガット上の権利の「無効化・侵害」について、米国市民が苦情を米国政府に申請し、これに基づいて行動を義務づける米国国内法上の手続きが初めて1974年通商法において制定されることになった。これにより、提訴があった場合に、通商特別代表は問題の審査を行い、提訴人から請求がある場合は公聴会を開催しなければならなくなった。
制定当時の1974年通商法は、①外国による通商協定を侵害し、又は、米国商業に負担を課すような不当な又は不合理な関税その他の輸入制限、②不正又は不当な又は不合理な、差別的措置や政策に対し提訴があった場合、通商特別代表の調査に基づき大統領がその事実を認定した場合、関税引上げ、輸入制限の導入又はサービスに対して手数料又は制限を課すことができると規定された。更に、同法は、個人に通商特別代表（ＳＴＲ）に対して外国の輸入規制に関する提訴を行う権利を初めて与え、そのような提訴があった場合に、ＳＴＲは問題の審査を行い、提訴人から請求がある場合は公聴会を開催しなければならなくなった。
この1974年通商法第301条は、1962年通商拡大法第252条以上にガットを越えて、米国自らが通商上の問題の解決を、原告、検察官及び裁判官となって行おうとするものであった。上院財政委員会の報告書は、明確に「大統領が、外国の不合理な輸入規制を排除しようとする場合、301条に基づき措置を取るか、あるいは措置を取ると威嚇することが必要になる。この場合、大統領の行動は、全てガットに合致するとは限らない。実際、ガットの多くの規定は、現在の経済情勢にそぐわないものになっている。」旨を述べており、米国議会のガット不信をうかがわせる。
更に、個人からの提訴の道を開いたことにより、外国の貿易規制等で損害を受けた個人が米国行政府に救済を求めやすくしたことは、救済を求める圧力が議会ではなく行政府に向けられることを意味していたと考えることができる。事実その後の通商法の立法においてこの行政府による救済を容易にすることにより個別の立法による救済から逃れる傾向が続いている。
一方、ガットの紛争処理手続きに対する不信から制定された301条が、70年代におけるガットの紛争処理手続き活性化の一因となったのは皮肉なことであった。これは、301条提訴があった場合は、関係省庁による301条委員会が開催され、提訴人の主張に利があると判断された場合は、問題とされた国に協議を申し込むこととされ、適当な場合にはガットをそのフォーラムとして用いることとされたためで、これにより米国のガット提訴の件数が急増したからである。
国際的には、301条は通商交渉を行う上での貴重な武器であることが、次第に明らかになった。各国は、貴重な輸出市場である米国市場から締め出されることを避けるため、渋々ながらでも譲歩せざるを得なかったのである。1974年から78年までの間に16件の301条提訴があったが、提訴者に利がないとして退けられたケースを除き、全て二国間交渉かガットでの交渉で解決することができた。この時期の301条は対抗措置の発動のためにあると言うよりは、威嚇のためにあると言ったほうがよいかもしれない。しかし、抜かない刀は威嚇の力を失うことは明らかで次第に時間切れで発動にいたる、あるいは発動して譲歩をせまるケースが生じてくるようになった。
東京ラウンド終了後に制定された1979年通商協定法は、主として手続きを中心に改正が行われるとともに通商協定上の紛争については、ガット提訴することが法律で義務づけられたことになった。この他、「米国商業」には、国際通商に関連するサービス（特定の産品に関連していなくてもよい）が含まれることが明文化された。1984年通商関税法による改正では、
①　保護の対象として直接投資、サービス貿易が対象となることを明確化するとともに、知的所有権の保護を適正・有効に行っていない場合も「不合理な行為」とされることが明文化された。
②　後にスーパー301条の基礎となる「国家通商報告」の議会への報告を義務付けた
③　タスキ掛け報復の明文化
④　サービス貿易に関する監視の強化
⑤　重要な用語を定義
⑥　ＵＳＴＲによる職権調査を可能にした。
1988年包括通商競争力法は更に301条の同法を強化するために次のような改正を行った。
①　発動権限を大統領からＵＳＴＲへ移管するとともに、一定の場合対抗措置を義務付けた。
②　裁量的対抗措置の対象である外国の不合理な行為、政策、慣行の範囲が拡大され、市場機会の拒否、輸出ターゲッティング及び労働者の基本的権利の無視を含むこととなった。
③　ＵＳＴＲに対する対抗措置を行う権限の付与
④　期間制限の厳格化
⑤　301条交渉を行うべき優先国等の議会報告と交渉に関する規定の設置（いわゆる「スーパー301条」（1974年通商法第310条）
⑥　知的所有権に関して米国の利益を侵害している国等の議会報告と交渉に関する特別規定の設置（いわゆる「スペシャル301条」（1974年通商法第182条）
発動権限の移管と発動の義務化については、84年法までは、対抗措置の発動を行うか否か最終決定を行うが大統領であることが明記されていたが、この改正で一定の場合、ＵＳＴＲが対抗措置を発動が義務付けられたものである、議会がその影響力を及ぼしやすいＵＳＴＲに対し、対抗措置の自動的発動を義務付けようとしたものである。しかし、国際貿易委員会のような独立行政委員会と異なり、ＵＳＴＲは、大統領の直接の指揮下にあり、かつ、法律上も大統領の特別の指示があればこれに従うこととされ、かつ米国の利益による除外も可能であるから事実上の裁量権は、ＵＳＴＲを通じて大統領が持っていることには変わりはなく、対抗措置の発動をしないとの裁量を行うことが難しくなったと言った方が正確であり、また、84年の改正後、約半数の事案が職権調査となっているなど、むしろ行政府の側が積極的に通商法301条を活用して外国との通商交渉に臨む傾向を強めて傾向がある。
ウルグアイラウンド協定法による改正では発動手続きをＷＴＯの紛争解決手続きと同時平行的に進行させることができるように技術的な改正が行われた。
しかし、一方的発動は依然禁止されておらず、通商法301条は、ＷＴＯの紛争解決手続きにより認められた対抗措置の発動の国内法上の根拠及びＷＴＯ協定の対象としない分野に適用されるとしている。

### スーパー301条
通商法第310条（いわゆるスーパー301条）は、当初、88年包括通商競争力法により、89、90年限りの時限法として導入され、外国の貿易自由化を求めていく上で、ＵＳＴＲに対し、1974年通商法第181条に基づき提出される「外国の貿易障壁に関する年次報告書（NTEレポート）」報告書に基づき、優先的に取り上げる外国（priority foreign countries）及び当該国の慣行（priority practices）を特定し、４月末までに議会に報告するとともに特定された慣行について通商法301条調査を開始することを義務付けた。これは、ＵＳＴＲによる301条の運用が必ずしも十分でないとの議会の不満を反映したものであった。
このスーパー301条は、89、90年限りのものであったが、1994年３月３日、クリントン大統領は、このスーパー301条手続きとほぼ同等の内容の行政命令を発出した。これは通常スーパー301条を復活させる行政命令と呼ばれているが、厳密には法律の規定を行政命令で変更はできず（特にこの旨が授権されている場合はともかく）、この行政命令は、議会が法律によりＵＳＴＲに義務付けたものと同様の内容を大統領が、行政の最高責任者の権限でＵＳＴＲに命令しているものである。
この行政命令の内容は、次のようになっている。
①　94、95年の２年間の時限措置（その後の改正で96、97年まで延長)
②　優先慣行の特定は、３月末のＮＴＥレポートの議会提出から６ヵ月以内
③　ＵＳＴＲは、議会報告から21日以内に、通商法301条調査及び協議を開始する。
さらにウルグアイラウンド協定法は、95年限りの措置としてスーパー301条を復活させた。
スーパー301条の適用状況については、89年、ＵＳＴＲは、日本の衛星、スーパーコンピュータ及び林産物、ブラジルの輸入数量制限、インドの保険及び対内投資を特定し、90年は、インド（保険、対内投資）のみを引き続き特定したが、いずれも制裁までいたらずに合意がされた。
復活後、94年、95年とも、いかなる国の慣行も特定されなかったが、日本の林産物及び紙の分野が、将来特定される可能性のある慣行として、監視リストに記載された。しかし、日本の自動車部品問題についてＵＳＴＲが職権で（通常の）301条調査を開始したように、スーパー301条である必要性はうすれてきており、スーパー301条の優先慣行の特定がないことが一方的措置の発動が抑制されていることを意味しない。
行政命令によるスーパー301条の復活は、1998年は行われなかった。しかし、1999年には、スーパー301条と1979年通商協定法の政府調達条項を合わせて行政命令で復活させる方針が年初めに発表され、３月31日付けで行政命令第13116号で正式に復活された。（連邦官報1999年４月５日付け第64巻16333ページ）
内容的には、次のとおりで前回の行政命令によるものより、もともとのスーパー301条に近い内容になっている。
①　優先慣行の特定は、３月末のＮＴＥレポートの議会提出から90日以内
②　ＵＳＴＲは、議会報告から90日以内に、通商法301条調査を開始する。
③　ＵＳＴＲは、通商法301条調査の前に関係国と解決のための競技を行う。
２年ぶり行政命令による復活が行われた背景は、いろいろあるが、金融を中心に米国は好景気であるが、それに産業の内情がついておらず、危機感にとらわれた国内の保護主義的動きが背景にあると思われる。
しかしながら、1999年においては、結局、ＵＳＴＲは、優先慣行の認定を見送った。

### スペシャル301条（1974年通商法第182条）
米国人及び米国企業が所有する知的財産権の保護に関しては、1930年関税法第337条の規定によりＩＴＣに提訴して輸入差止めを求めることができるが、これは米国に輸入される製品を対象として問題提起できるに過ぎず、外国において知的財産権が侵害されてもその市場が米国外の場合は対抗策がなかった。このため、1988年包括通商競争力法により、米国所有の知的財産権を侵害する諸外国の慣行を特定し、自動的に通商法301条手続きに移行していく条項（1974年通商法182条、スペシャル301条と通称される）を新設した。
第182条の規定の概略は次のとおりである。
①　ＵＳＴＲは、毎年、３月末のＮＴＥレポート提出後30日以内には、知的財産権の適正かつ有効な保護又は市場アクセスを拒否する国の特定を行い、更にこのうちから優先交渉対象国を指定する。
②　この特定がされた国については第302条⒝⑵(A)の規定により、30日以内に第301条の調査が開始される。通商法301条手続きにおいては、二国間協議の期間は通常の場合１年以内とされているが、スペシャル301条に基づいて開始される協議の場合のみ、６ヵ月となっている。スペシャル301条の適用状況は、対日事案をとってみると次にとおりである。
①　89年から95年まで、日本は一度も優先国には特定されていない。
②　89年から93年まで、日本は、一層の知的財産権保護政策を必要とするとして、監視国に指定されてきた。
③　94年には、日本の特許制度、特に、特許取得に長時間を要すること、付与前異議申立制度、狭いクレーム及び特許解釈等に懸念を有するとして、優先国には特定しないものの、「優先監視国」リストに記載された。
④　日米包括協議における「知的財産権ＷＧ」において、これらの問題を協議した結果、94年８月16日、両国間で特許制度に関する合意が成立し、米国の懸念の多くが払拭された。しかしながら、95年の特定においては、依然として、特許範囲の解釈が狭いこと等を理由に、「優先監視国」リストに記載されている。
また他の国に対しては、89及び90年においては、監視国及び優先監視国に指定される国はあったものの、優先国に特定される国はなかった。しかしながら、91年以降は、91年にインド、タイ及び中国、92年に台湾、93年にブラジル、94年に中国とそれぞれ特定されているが、いずれも合意が得られ、制裁発動には至っていない。

### 電気通信条項（1988年包括通商競争力法第1371条～第1382条）
スペシャル301条は、知的財産権分野のものであるが、これの電気通信分野版というべきものが、電気通信条項（1988年包括通商競争力法第1371条～第1382条）である。
電気通信条項による優先国（米国の電気通信機器・サービスにとって有望な市場でありながら、相互に有益な市場機会を否定する政策、慣行を有する国）の指定は、1988年法成立後５ヵ月以内（89年２月）までに行われることになっており、ＥＣと韓国が指定された。これについては制裁発動にいたらずに決着した。
この指定がされると大統領は、特定された優先国との間で、二国間又は多国間の通商協定を締結するための交渉を開始し、交渉開始から１年以内（調査により特定された場合は法制定から18ヶ月以内、調査後特定された場合は特定から１年以内）に協定締結に至らない場合、大統領は、①通商法301条に基づく対抗措置、②連邦政府による当該国からの電気通信機器調達の禁止等その権限の範囲内で、適当と考えられる措置をとらなければならないと、規定されていた。
また、恒常的規定として、通商法181条に基づくＮＴＥレポートにおいて、ＵＳＴＲは、効力を有する電気通信機器・サービスに関する通商協定についてレビューを行うことが義務づけられ、レビューの結果、当該国の法令、政策、慣行が通商協定に違反していると決定された場合には、ＵＳＴＲは通商法301条に基づく制裁措置の発動手続き（制裁予定品目の決定）を行うことになっており、94年に日本の移動電話が、協定違反と認定され制裁予定品目の決定が行われたが、最終的に発動直前に合意が成立し制裁は回避された。
この電気通信条項による手続きでは、スーパー301条の手続きと比べて、対抗措置発動の適否の調査とこの間の協議がなく、いきなり制裁予定品目の決定が行われ、これを背景に発動までの短時間（通常は30日以内、延長しても180日以内)に交渉が行われることから、極めて厳しいものになっている。

### 政府調達条項（1979年通商協定法第305条⒟～⒦、1988年包括通商競争力法第７編）
1988年包括通商競争力法第７編（第７編は、1988年バイアメリカン法として引用できると規定されている。)は、米国の産品及びサービスの政府調達を差別する諸外国に対抗するために、1979年通商協定法第305条に⒟～⒦を新設して、当該国の産品及びサービスの米国政府による購入を制限することを規定した。この条項は、1988年包括通商競争力法タイトルⅦと呼ばれる。
この1988年包括通商競争力法第７編は、1994年４月30日限りで失効した。(1988年包括通商競争力法第7004条)
1979年通商協定法第305条⒟～⒦の概要は次のとおりである。
①　大統領は、毎年４月30日までに、次の事項を特定する報告書を議会に提出する。
イ　政府調達協定の署名国で、同協定の義務に従っていない国
ロ　政府調達協定の署名国で、協定の適用外の分野の政府調達で米国の企業に損害を与える差別慣行を維持しており、かつ当該国の産品又はサービスが米国政府により相当な数量で購入されている国
ハ　政府調達協定の非署名国で、政府調達において米国の産品若しくはサービスに対して差別慣行を維持し、米国企業に損害を与えており又は透明性のある手続きを採用せず、若しくは政府調達における腐敗の防止に効果的禁止を怠っており、かつ、当該国の産品又はサービスは米国政府により相当な数量で購入されている国
②　ＵＳＴＲは、年次報告書において特定された国との協議を要請し、
イ　当該国が政府調達協定署名国であり、協議の結果、当該国が政府調達協定に従わない場合、協議開始から60日以内に、同協定に基づく正式の紛争処理手続きに従った手続きを要請しなければならない。紛争処理手続きの開始から18月以内に手続きが終了しない場合、大統領は当該国に対し、制裁措置を発動する。
ロ　当該国が政府調達協定非署名国であるか、又は政府調達協定の署名国であるが、協定の適用外の分野の問題の場合、協議の結果、当該国が差別的調達慣行を除去しない場合、協議開始から60日を経た時点で、大統領は当該国に対し、制裁措置を発動する。
③　制裁措置は、「当該国の産品又はサービスの米国政府による調達を禁止する。」ことに限られる。なお、大統領又は連邦機関の長は、個別の場合に公共の利益等の理由で購入禁止を解除することができる。
④　対日発動事例としては、次のものがある。
イ　建築、エンジニアリンング、建設サービス
1993年４月、日本の建築、エンジニアリンング、建設サービスの公共調達を差別的慣行として特定。日本が問題解決に着手する意向を表明したため、制裁期限は２度延期され、94年１月18日、二国間協議の結果、公共事業のための入札及び契約の改正に関する行動計画を採択し決着。
ロ　電気通信・医療技術
1994年７月（包括協議が継続していたため、特定を７月まで延期）、日米包括協議の優先分野である電気通信及び医療技術の調達慣行につき特定。包括協議の下で協議を行った結果、10月１日、日本の調達手続きを改善することで合意が得られ決着。

## 最恵国待遇を受けていない国との通商関係（第４編）
特にソ連に対する最恵国待遇供与問題は、議会の対ソ強硬派との間で基本的な対立があり、結局行政府は、条件付の最恵国待遇という修正案（ジャクソン・バニック修正条項）を受け入れざるを得なかった。これを内政干渉として反発したソ連は通商協定の無期延期を通告したため、ソ連に対するＭＦＮの供与はずっとおくれることになり、1972年に署名されて発効しなかった協定に代わる通商協定が署名されたのは1990年６月１日のことであった。（この協定が議会の承認を得たのは91年12月８日で、これからまもなくソ連は解体した。）

### 制定までの経緯
米国は、東西冷戦の激化にともない、1951年通商協定延長法により、共産圏諸国（ユーゴスラビアを除く。）に対する最恵国待遇を撤回した。
米国において最恵国待遇の撤回は、具体的には、米国関税率表コラム２の高税率（基本的に1930年関税法制定当時の税率)を適用することを意味する。
その後、ポーランドについては、1960年に最恵国待遇の適用が復活したが、1962年通商拡大法は、共産圏諸国に対する最恵国待遇の全面的停止を規定した（翌年の改正でユーゴスラビア及びポーランドについては、適用が復活した。）その後、米ソの対立は緊張緩和の方向に推移し、1972年には米ソ通商協定が署名されるに到った。
しかし、この協定の議会承認は、特にユダヤ人の移民問題で紛糾し、1974年通商法の審議まで持ち越された。
このような経緯を経て成立した1974年通商法第４編は、対ソ強硬派との妥協として移民の自由を認めていない国に対する最恵国待遇の供与の禁止を含むものになり、これを内政干渉として反発したソ連は通商協定の無期延期を通告するにいたり、ソ連に対する最恵国待遇の供与はずっと遅れることになり、1972年に署名されて発効しなかった協定に代わる通商協定が署名されたのは1990年６月１日のことであった。（この協定が議会の承認を得たのは91年12月８日で、これからまもなくソ連は解体した。）

### 概要
1974年通商法第４編は、次のように規定している。
①　非市場経済国に対しては、原則として最恵国待遇を供与しない。
②　移民の自由を認めない非市場経済国とは、最恵国待遇を供与するための通商協定を締結することはできない。
③　通商協定の締結を行うことのできる場合は、次の場合に限られる。
イ　大統領が、その国が移民の自由を侵害していない旨の報告書を送付する。
ロ　大統領が、その国に対し移民の自由の条項の適用を免除することによって、移民の自由の目的を実質的に促進し、かつ、その国の移民慣行が移民の自由の条項の目的を実質的に促進していると決定し、その旨を議会へ報告した後、適用を免除する行政命令を発した場合。
ロの適用免除権限は、1974年通商法の発効後18月間、有効であり、その後は12月毎に大統領が延長を勧告することにより、延長される。これに対し議会はこの勧告から60日以内に合同決議を採択し、これが（大統領が署名し、又は大統領の拒否権を議会が覆すことにより）法律になった場合、合同決議で指定された国についての免除権限は失効し、最恵国待遇の適用も終了する。この規定のため最恵国待遇は、毎年更新が必要といわれ、特に中国の最恵国待遇について人権問題をからめて問題となっている。
なお、大統領の更新の決定を覆すためには、当初の規定ではいずれかの院が単純多数決で否認決議を採択すれば足りたが、このような議会拒否権が憲法違反であるとの最高裁判決を受けて、合同決議が法律となることが必要になり、実質上両院の３分の２の賛成（大統領は自己の更新の決定を覆す合同決議に拒否権を行使すると考えられる）が必要になり、議会が最恵国待遇更新を拒否するのは困難になっている。通商協定が締結された場合、大統領は布告を発して協定相手国に対して最恵国待遇を供与できる。ただしこの布告は、議会の合同決議により承認されなければ効力を発しない。この合同決議の審議にはファストトラック手続きが適用される。
これについても、当初の規定では同時決議（両院の各々過半数の賛成で採択される）であったが、否認決議に合わせて改正された（もっとも大統領が、自己が求める承認決議に拒否権を行使することは考えられないのでこの改正は、実質的影響はない。）

### 適用状況
1974年通商法第４編に基づく最恵国待遇の供与は、前述の事情でソ連に対するものが無期延期となったため、1975年にルーマニア、1978年にハンガリー、1979年に中国に対して適用された後、しばらく適用が途絶えていた。その後で1990年以降、東欧自由化の進展やソ連解体にともない各構成国が、ソ連の通商協定を継承したことにともない、大幅に適用国が増えた。
一方、中国についてＷＴＯ加盟時（P.L106-286,114 STAT.880）に、カンボジアに自由化の進展P.L.104-203によりに無期限の最恵国待遇供与を個別の法律で与えることにより第４編に基づく最恵国待遇でなくなるなど変化があり、2021年1月現在の適用状況は次のようになっている。
最恵国待遇が与えられていない国：キューバ、北朝鮮
1974年通商法第４編に基づく最恵国待遇の供与をされている国：アゼルバイジャン、ウズベキスタン、カザフスタン、タジキスタン、トルクメニスタン、ベラルーシの7カ国

## 一般特恵関税制度（第5編）

### 導入にいたる背景及び現在までの動向
1970年のＵＮＣＴＡＤ特恵特別委員会で、先進18ヵ国は、「一般的、無差別かつ非相互主義を原則として、開発途上国の産品に対する関税を撤廃、低関税を賦課」する特恵関税制度を実施することで合意した。
71年には、ＥＣ、日本、ノルウェー、72年には、ニュージーランド等５ヵ国、73年にはカナダが実施したが、米国の実施は通商法の成立が遅れたため、74年通商法成立後となり、76年１月からとなった。
米国は、一般特恵制度採用の適用期限は、1974年通商法成立から10年(85年１月２日まで）とされていた。これは、1984年通商関税法により８年６か月延長され（上院と下院で延長期間が一致せず妥協案として半端な期間になった）、1993年７月４日までとなった。更に93年予算調整法により15か月間延長され、1994年９月30日となり、ウルグアイラウンド協定法で10か月間延長され、ＵＲ実施法では、更に1995年７月31日まで延長されたが、1995年８月１日以降期限切れで失効して一旦失効し、1996年10月１日に復活した。失効期間中の輸入については、遡及適用して還付一旦支払った関税が還付された。
以後、失効をはさみつつ、1年から2年程度の延長、失効期間に支払った関税の還付を繰り返し、2021年現在で、2020年12月31日に失効している状態になっている。

### 特恵供与国
特恵供与国は、その国の経済発展による適用の終了（卒業）や、労働者の権利の保護の不足による停止等により変動し、最近の特恵供与国は、102か国・17地域となっている

### 後発開発途上国に対する特別措置
後発開発途上国とされる44か国については、競争力条項を適用しない、後発開発途上国についてのみ適用される品目が、指定されるなど優遇措置がある。

## 一般規定（第6編）
第６編は、主として技術的規定である。主要な規定としては、次のものがある。

### 関税率表の変更
大統領は、関税率又はその他の輸入制限の修正、据え置き又は新設を含む1974年通商法又はその他の法律に基づく輸入上の待遇又は措置に影響を及ぼすその法律の関連規定の内容を、随時必要に応じ合衆国関税率表に編入しなければならない。この規定により米国では輸入割当、減免税が関税率表（98類又は99類)に規定されている。

### 国際的麻薬の取締り
大統領は、麻薬及びその他の取締物質を生産、加工または輸送する外国名を列挙した報告書を当該外国がその生産、加工または輸送を防止するための措置を含めてすくなくとも１年に１回、議会へ報告するものとする。

## 主要薬物生産国及び薬物通過国に対する関税措置その他の制裁（第8編）
1986年反薬物乱用法(Anti-Drug Abuse Act of 1986)により、第８編が追加され、主要薬物生産国及び薬物通過国に対して、次の制裁を加えることができるようになった。
①　一般特恵制度の適用除外
②　従価50％以内の関税引上げ
③　航空運送の制限
④　事前税関検査についての取極の撤回
この規定は、主要薬物生産国及び薬物通過国が薬物対策について米国に協力することを促進させることを目的としており、通商法301条の麻薬対策版といったものである。

## 農業災害のための援助の補足（第9編）
2008年から2009年の干ばつ被害の農家への支援の規定。通商とは直接関係がないようであるが財源に2008年度から2011年度までの間の関税収入のの3.08%に相当する金額をあてるという規定がある（第902条(b))。